# Helocordulia
Genre
Helocordulia est un genre de libellules de la famille des Corduliidae (sous-ordre des Anisoptères, ordre des Odonates).

## Liste des espèces
Selon GBIF (1er novembre 2023) :
- Helocordulia selysii (Hagen, 1878)
- Helocordulia uhleri (Hagen, 1878)
- Helocordulia uhleri (Selys, 1871)

## Systématique
Le nom valide complet (avec auteur) de ce taxon est Helocordulia Needham, 1901,.

## Publication originale
- (en) James G. Needham et Cornelius Betten, « Aquatic insects in the Adirondacks », Bulletin / New York State Museum, Auckland, vol. 9, no 47,‎ septembre 1901, p. 383-612 (ISSN 1066-8039, OCLC 1476644, BNF 42157714, lire en ligne).